# Ittoqqortoormiit
Ittoqqortoormiit (grenlandski: Ittoqqortoormiit, povijesno ime: Scoresbysund) je naseljeno mjesto na istočnom Grenlandu. Nekadašnje ime Scoresbysund potječe od arktičkog istraživača i kitolova Williama Scoresbyja, koji je prvi kartirao to područje 1822. Naziv "Ittoqqortoormiit" znači "stanovnici velikih kuća" na istočnom grenlandskom dijalektu. Regija je poznata po divljini, uključujući polarne medvjede, muskoksene i tuljane. Mjesto pripada općini Sermersooq. Ittoqqortoormiit osnovali su 1925. godine Ejnar Mikkelsen i oko 80 inuitskih doseljenika. Dovedeni su na brodu Gustav Holm i naselili su se 400 kilometara južno od posljednjeg poznatog naselja Inuita na sjeveroistoku Grenlanda (Eskimonæs kod Dødemandsbugten na južnoj obali Claveringa, 27 km jugozapadno od kasnijeg Daneborga, 1823. godine). Ittoqqortoormiit je jedno od naizoliranijih grenlandskih mjesta. Do mjesta je moguće doći helikopterom, avionom i u ljetnim mjesecima brodom. Ittoqqortoormiit je jedino mjesto na Grenlandu koje koristi UTC−1 vremensku zonu.
U naselju su 2013. godine živjela 452 stanovnika.